# 사누키노스케
사누키노스케(讃岐典侍, 후지와라노 나가코(藤原長子), 1079년 ∼ ?)는 헤이안시대의 여관(女官)이다.
≪사누키노스케 일기≫의 작자는 후지와라노 아키쓰나(藤原顕綱)의 딸 나가코(長子: 1079∼몰년 미상)이다. 한때 미나모토노 요리마사(源賴政)의 딸인 니조인 사누키(二條院 讃岐)라는 설이나 나가코의 언니 가네코(兼子)라는 설도 있었으나 현재는 후지와라노 나가코라는 설이 정설로 되어 있다. 나가코는 제73대 호리카와 천황에게 출사하고 이어서 제74대 도바 천황에게도 출사했다. 도바 천황의 즉위식에서는 휘장 걷는 역할도 담당했다. 헤이안 시대의 모노가타리나 일기에서는 작자의 실명이 미상인 경우가 많은 것을 생각하면 이 일기는 실명이 알려져 있다는 점에서 특이하다고 할 수 있다. 나가코가 사누키노스케라고 불린 것은 아버지 아키쓰나가 사누키 지방의 수령이었기 때문이다.
아키쓰나는 참의 정3위인 후지와라노 가네쓰네의 3남으로 ≪청령 일기≫ 작자의 아들 미치쓰나의 손자에 해당한다. 어머니는 가가 지방의 수령 후지와라노 마사토키(藤原順時)의 딸로 벤 유모(弁乳母)라고 불린 가인이었다. 이 어머니 벤 유모를 통해서 아키쓰나는 천황가와 깊은 관계를 맺었다. 벤 유모는 제71대 고산조(後三條天皇) 천황의 생모인 데이시(禎子) 내친왕의 유모였기 때문이다. 이 덕분에 아키쓰나는 종4위상에 서작되었으며 장녀인 가네코가 제72대 시라카와 천황의 아들인 다루히토 친왕(후에 호리카와 천황)의 유모로 임명되었고 차녀 나가코는 제73대 호리카와 천황과 제74대 도바 천황에게 여방으로 출사하게 되었다.
나가코의 어머니에 대해서는 알려진 바가 없으며 ≪사누키노스케 일기≫ 본문(하권 1)에 호리카와 천황에게 출사한 배경에 대해서 서술할 때 ‘그 옛날 처음 출사했을 때도 화려한 궁 생활에 이래저래 고뇌하면서 지냈사옵니다만 부모님과 도 삼위께서 진행한 일이라서 입 밖에 내어 불평을 할 수는 없었사옵니다’라는 대목에서 나가코가 출사할 당시인 1107년까지는 생존해 있었다는 것을 알 수 있을 정도다.
형제로서는 언니인 가네코 외에 오빠로 이에미치(家通), 아리스케(有佐), 미치쓰네(道經)가 있었으며 동생으로는 무네쓰나(宗綱) 등이 있었던 것으로 알려져 있다. 남편은 후지와라노 도시타다(藤原俊忠)로 추정되기도 하나 미상이고 자녀에 대해서도 미상이다.